# Суха Бескидска
Суха Бескидска (пољ. Sucha Beskidzka) је град у Пољској у Војводству Малопољском у Повјату сушком. Према попису становништва из 2011. у граду је живело 9.557 становника.

## Становништво
Према прелиминарним подацима са пописа, у граду је 2011. живело 9.557 становника.
| 2002. | 2011. | 2012. |
| ----- | ----- | ----- |
| 9.662 | 9.557 | 9.499 |

## Партнерски градови
- Јасберењ
- Черијале